# Sven Jacobsson
Sven Lennart Jacobsson (Göteborg, 1914. április 17. – Göteborg, 1983. július 9.), svéd válogatott labdarúgó.

## Sikerei, díjai

### Klub
- GAIS
  - Svéd kupa: 1942

### Egyéni
- Svéd gólkirály: 1941-42